# Представительный комитет Ассамблеи Союза
Представительный комитет Ассамблеи Союза (бирм. ပြည်ထောင်စုလွှတ်တော် ကိုယ်စားပြုကော်မတီ, Committee Representing Pyidaungsu Hluttaw, ПКАС) — национальный законодательный орган Мьянмы, представляющий избранных на парламентских выборах 2020 года членов Ассамблеи Союза. Комитет состоит из 17 членов Палаты национальностей и Палаты представителей. 

## История
Парламентарии, избранные на выборах в ноябре 2020 года, официально не признали легитимность военного переворота. 4 февраля 2021 года около 70 избранных депутатов от партии «Национальная лига за демократию» (НЛД) в качестве протеста против переворота, произошедшего в день, когда избранные депутаты должны были официально вступить в должность, принесли присягу в Нейпьидо, пообещав соблюдать мандат народа и исполнять обязанности законодателей в течение пятилетнего срока. На следующий день 300 политиков НЛД во главе с Пхю Пху Тхином, членом Палаты представителей, сформировали комитет для ведения парламентских дел. Комитет провёл своё первое заседание по Zoom.
7 февраля ПКАС осудил действия военных по свержению избранного гражданским населением правительства как «преступное деяние» в нарушение главы 6 Уголовного кодекса Мьянмы и отклонил законность военного кабинета министров Мин Аун Хлайна. Комитет также посоветовал дипломатам ООН и международному сообществу работать напрямую с комитетом в отношении официальных государственных дел.
9 февраля Комитет принял Закон о государственных советниках, продлив срок полномочий государственного советника Мьянмы ещё на пять лет, до 1 апреля 2026 года. В тот же день он выступил с заявлением, в котором осудил жестокое подавление вооружёнными силами продолжающихся протестов в Мьянме 2021 года, призвал к сохранению свободы слова и поддержал «Движение гражданского неповиновения».
10 февраля Комитет объявил о добавлении в свой состав двух избранных депутатов от этнических политических партий, а именно от «Национальной партии Таанг» и «Демократической партии штата Кая». 
15 февраля правящая военная хунта обвинила 17 членов ПКАС в подстрекательстве в соответствии с разделом 505b Уголовного кодекса, который предусматривает максимальное наказание в виде двух лет тюремного заключения.
22 февраля комитет назначил Саса своим специальным посланником в Организации Объединенных Наций, а Хтина Линн Ауна — специальным представителем своего офиса по международным отношениям, открытого в Мэриленде, Соединённые Штаты Америки.
1 марта ПКАС объявил Государственный административный совет (ГАС) террористической группой за его «зверства и террористические акты» в отношении безоружных гражданских лиц. На следующий день комитет произвёл ряд назначений: Зин Мар Аун назначена министром иностранных дел, Лвин Ко Латт — министром канцелярии президента и министром аппарата правительства, Тин Тун Наинга — министром планирования, финансов и промышленности, министром по инвестициям и внешнеэкономическим связям, министром торговли, а также Зау Вай Соэ — министром труда, иммиграции и народонаселения, министром образования, министром здравоохранения и спорта.
9 марта Представительный комитет назначил Ман Вин Хаинг Тана исполняющим обязанности вице-президента Мьянмы при президенте Вин Мьине.
ПКАС отозвал решение о признании всех этнических вооружённых организаций (ЭВО) террористическими группами. Комитет также объявил об отмене Конституции 2008 года и 2 апреля опубликовал 20-страничную Хартию федеральной демократии.
16 апреля ПКАС объявил о формировании Правительства национального единства (ПНЕ), в которое вошли свергнутые законодатели, представители этнических групп и ключевые фигуры протеста против переворота.

## Состав
| №  | Фото | Имя               | Регион                   | Партия                                     | Палата                 |
| -- | ---- | ----------------- | ------------------------ | ------------------------------------------ | ---------------------- |
| 1  |      | Пхю Пху Тхин      | Городок Мингала Таунгнюн | Национальная лига за демократию            | Палата представителей  |
| 2  |      | Тин Тхит          | Поббатири                | Национальная лига за демократию            | Палата представителей  |
| 3  |      | Хлун Мьинт        | Бахан                    | Национальная лига за демократию            | Палата представителей  |
| 4  |      | Наинг Хтe Аун     | Натоги                   | Национальная лига за демократию            | Палата представителей  |
| 5  |      | Вай Пхио Аун      | Такета                   | Национальная лига за демократию            | Палата представителей  |
| 6  |      | Зин Мар Аун       | Янкин                    | Национальная лига за демократию            | Палата представителей  |
| 7  |      | Лвин Ко Латт      | Танхльин                 | Национальная лига за демократию            | Палата представителей  |
| 8  |      | Оккар Мин         | Мьейк                    | Национальная лига за демократию            | Палата представителей  |
| 9  |      | Вин Наин          | Майянгон                 | Национальная лига за демократию            | Палата представителей  |
| 10 |      | Нэй Мио           | Ньяунгшве                | Национальная лига за демократию            | Палата представителей  |
| 11 |      | Зау Мин Тейн      | Лемьехна                 | Национальная лига за демократию            | Палата представителей  |
| 12 |      | Мио Наин          | Чанайетазан              | Национальная лига за демократию            | Палата представителей  |
| 13 |      | Ламин Хтун        | Намхсан                  | Национальная партия Таан                   | Палата представителей  |
| 14 |      | Зай Латт          | Пегу                     | Национальная лига за демократию            | Палата национальностей |
| 15 |      | Мят Тида Хтун     | Мон                      | Национальная лига за демократию            | Палата национальностей |
| 16 |      | Со Шар Пхунг Авар | Карен                    | Национальная лига за демократию            | Палата национальностей |
| 17 |      | Роберт Найе       | Кая                      | Государственная демократическая партия Кая | Палата национальностей |